# Gaston Lachaise
Gaston Lachaise, né le 19 mars 1882 à Paris et mort le 18 octobre 1935 à New York, est un sculpteur américain d'origine française.

## Biographie

### Jeunesse et études
Gaston Lachaise est le fils d'un ébéniste. En 1895, il entre à l'École Bernard Palissy à Paris, où il reçoit une formation en arts décoratifs, puis de 1898 à 1904 il étudie la sculpture à l'École des beaux-arts, sous la direction de Gabriel-Jules Thomas.

### Carrière artistique

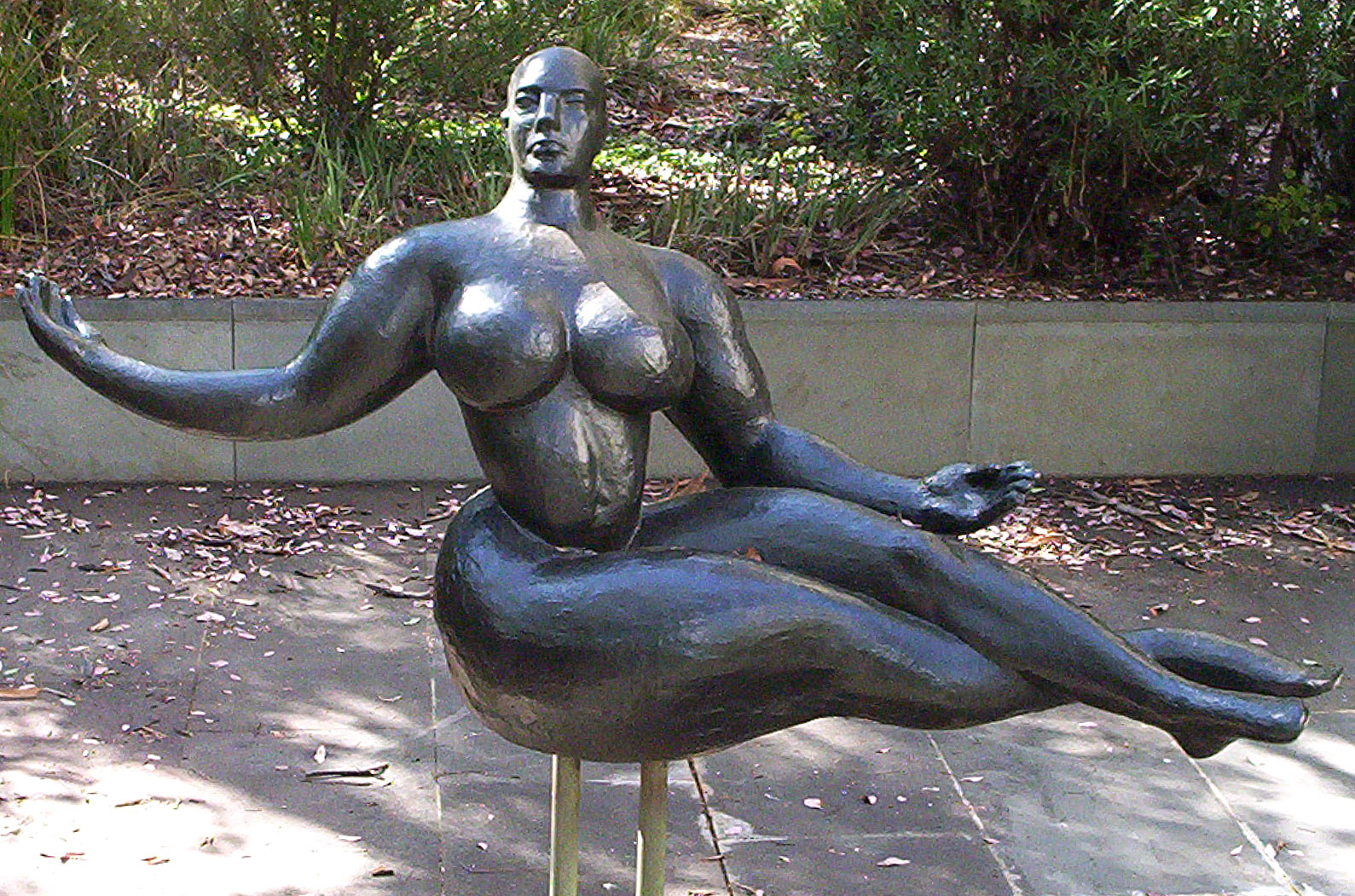
Floating Figure, bronze, à la Galerie nationale d'Australie (Canberra).

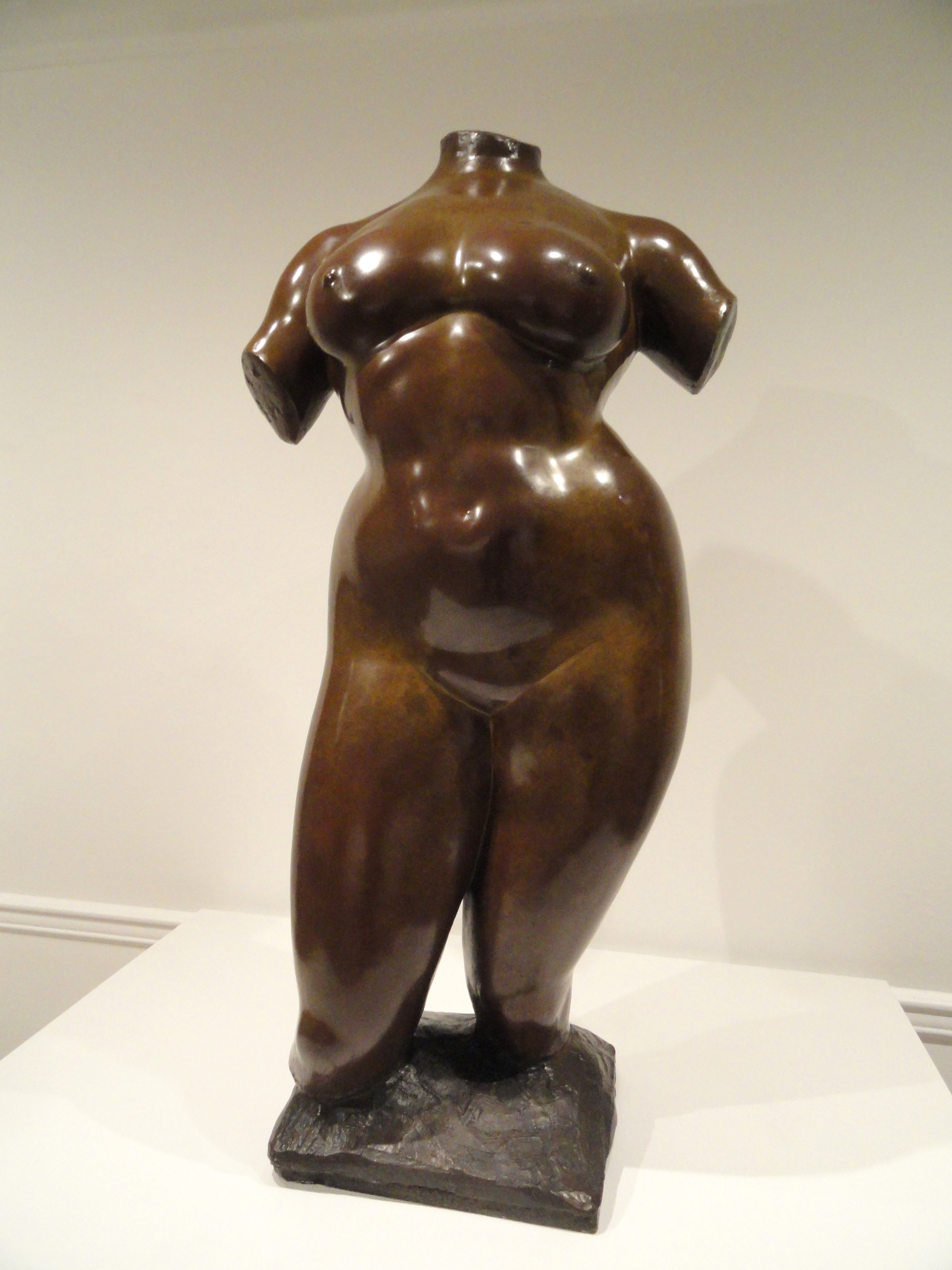
Elevation (vers 1912-1918), bronze, à la Corcoran Gallery of Art de Washington.

Gaston Lachaise commence sa carrière artistique en tant que concepteur d'objets décoratifs, de style Art nouveau, pour le joaillier français René Lalique. Après sa rencontre avec une Américaine, Isabel Dutaud Nagel, qu'il épousera en 1917, Lachaise émigre aux États-Unis en janvier 1906. Il travaille à Boston pour Henry Hudson Kitson, un sculpteur de monuments militaires. En 1912, Lachaise part travailler à New York, comme assistant du sculpteur Paul Manship.
En janvier-février 1920, il expose à la Bourgeois Gallery  à New York. E.E. Cummings en fait un compte rendu élogieux dans la revue The Dial (vol. 68, février 1920, p. 194-204). 
La façade occidentale du GE Building à New York est ornée de quatre sculptures de Lachaise représentant la fondation de la civilisation : L'Esprit du progrès, Les Dons de la Terre à l’Humanité, La Conquête de l’espace, et Le Génie prenant la lumière du soleil.
Avec sa Floating figure de 1927, il a inspiré les designers Ray et Charles Eames, au concours du Museum of Modern Art de New York pour leur première assise en résine polyester, en 1948 (La Chaise).
Ses nus féminins dotés de longues jambes et supportant un torse puissant se réfèrent aux antiques déesses de la fécondité.